# Splijtlichaam
In de abstracte algebra, een deelgebied van de wiskunde, is een splijtlichaam van een polynoom met coëfficiënten in een lichaam (Nederlands) / veld (Belgisch) {\displaystyle K,} een kleinste lichaams/velduitbreiding van dat lichaam/veld, waarin het polynoom in lineaire factoren kan worden ontbonden. Een splijtlichaam is dus een algebraïsche uitbreiding van {\displaystyle K.}
Een splijtlichaam van een polynoom {\displaystyle f} van de graad {\displaystyle n>0} over een lichaam {\displaystyle K}, dus met coëfficiënten in {\displaystyle K}, is een uitbreiding {\displaystyle L} van {\displaystyle K} waarover {\displaystyle f} in lineaire factoren kan worden ontbonden en zodanig dat de nulpunten {\displaystyle (a_{i})} van {\displaystyle f} de uitbreiding {\displaystyle L} over {\displaystyle K} genereren. 
{\displaystyle f(x)=c\prod _{i=1}^{n}(x-a_{i}),c\in K,a_{1},\ldots ,a_{n}\in L}
en
{\displaystyle L=K(a_{1},\ldots ,a_{n})}
Een splijtlichaam {\displaystyle L} is een uitbreiding van minimale graad over {\displaystyle K}, waarin {\displaystyle f} in lineaire factoren kan worden ontbonden. Het kan worden aangetoond dat zulke splijtichamen bestaan en op isomorfie na uniek zijn. De mate van vrijheid in dat isomorfisme staat bekend als de galoisgroep van {\displaystyle f}, gesteld dat de nulpunten van {\displaystyle f} algebraïsch zijn, dus met wortels kunnen worden geschreven.